# Бранислава Лијешевић
Бранислава Лијешевић је црногорска менаџерка у култури и продуценткиња.

## Биографија
Радила је као директорка фестивала Града Театар дванаест година. Током њеног мандата фестивал је установљен као европски фестивал, повећан је број гостију и фестивал је опстао током неколико кризних периода.
Жирирала је на неколико позоришних фестивала.
Била је део савета фестивала БЕМУС.
Она је радила као уметничка директорка и селекторка Тврђава театра у Смедереву.
Мајка је Луке и Бориса.

## Награде
- Прва је добитница награде Град театра.[7]
- Награда „Никола Пеца Петровић”[8]
- Јубиларна награда ЈУ Град театар[1]